# Chiesa di San Martino (Pergine Valsugana)
La chiesa di San Martino è la parrocchiale di Costasavina, frazione di Pergine Valsugana in Trentino. Risale al XVII secolo.

## Storia

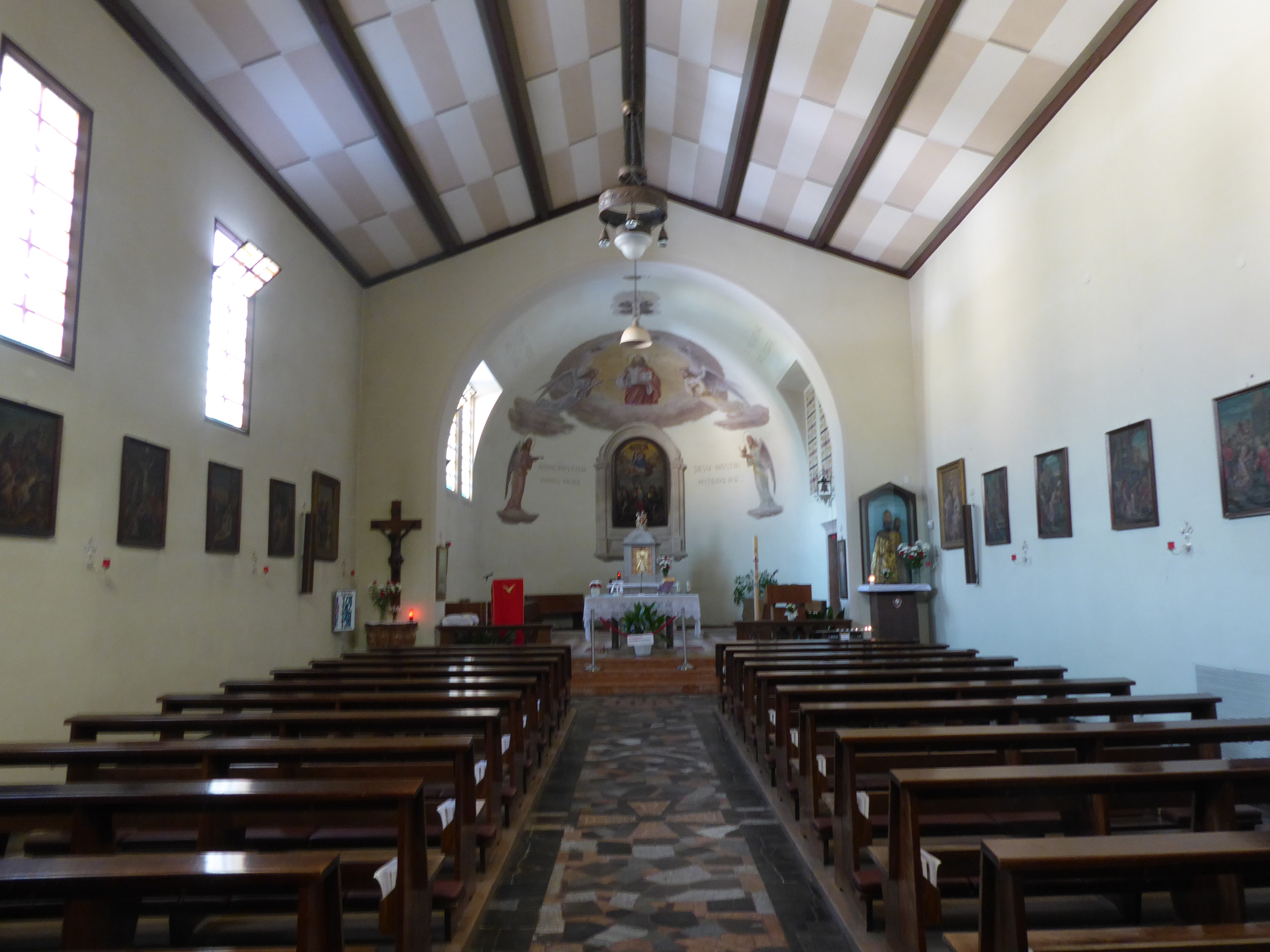
Interno

Quando venne eretta la primitiva chiesa a Costasavina, entro la metà del XVII secolo, venne dedicata a Vittore e Corona. La prima citazione dell'edificio è su un documento che risale al 1629 e durante la visita pastorale del 1642 la chiesa venne definita come quasi ultimata.
La sua consacrazione solenne venne celebrata nel 1656.
La torre campanaria venne eretta nel 1754.
Dagli atti visitali del XVIII secolo venne registrata la mutazione di intitolazione, che dal 1782 in avanti fu per San Martino, vescovo di Tour.
Ottenne dignità curiaziale nel 1783, ed ebbe la concessione del fonte battesimale e della custodia dell'Eucaristia.
Durante gli anni trenta venne completamente ricostruita e, nel 1934, venne benedetta. Ottenne dignità parrocchiale nel 1959.
La solenne consacrazione dell'altar maggiore e della chiesa, dopo l'adeguamento liturgico, venne celebrata dall'arcivescovo Alessandro Maria Gottardi nel 1982.

## Descrizione
Nell'abside è conservata la pala d'altare storica del XVII secolo mentre la Via Crucis risale al secolo successivo. Il fianco della chiesa verso il camposanto mantiene l'antico portale in stile rinascimentale.